# Фульвіо Сульмоні
Фульвіо Сульмоні (нім. Fulvio Sulmoni, нар. 4 січня 1986, Мендризіо) — швейцарський футболіст, захисник клубу «Лугано».
Виступав, зокрема, за клуб «Лугано».

## Ігрова кар'єра
Народився 4 січня 1986 року в місті Мендризіо. Вихованець футбольної школи клубу «Тичино».
У дорослому футболі дебютував 2005 року виступами за команду клубу «Лугано», в якій провів п'ять сезонів, взявши участь у 67 матчах чемпіонату. 
Згодом з 2010 по 2016 рік грав у складі команд клубів «Локарно», «К'яссо», «Беллінцона» та «Тун».
До складу клубу «Лугано» приєднався 2016 року. Станом на 26 травня 2019 року відіграв за команду з Лугано 88 матчів в національному чемпіонаті.